# Desinformação na eleição presidencial brasileira de 2018

Manchetes de meios de comunicação desmentindo algumas notícias falsas repercutidas durante a eleição presidencial de 2018.

A eleição presidencial brasileira de 2018 ficou marcada pela proliferação de notícias falsas que, em maior escala, foram disseminadas por polos bolsonaristas em redes sociais e serviços de mensagens instantâneas. Dentre os principais objetivos das desinformações, destaca-se: ataques a opositores políticos, teorias conspiratórias e discursos político-religiosos que associam a defesa da família e o combate a políticas públicas voltadas para a população LGBTIQ+.
As desinformações, embora proliferadas por ambos os polos, beneficiaram a eleição do candidato do Partido Social Liberal (PSL), Jair Bolsonaro, enquanto prejudicaram Fernando Haddad, do Partido dos Trabalhadores (PT). Elas chegaram a ser compartilhadas por milhares de grupos no WhatsApp e alcançaram milhares de menções nas redes sociais Facebook e Twitter, com o intuito de mobilizar eleitores através de medos, pânicos e repulsa, estruturando-se em torno de uma combinação de acusações de comunismo e da ideologia de gênero. Por conseguinte, resultou em pânico moral e repulsa à candidatura de Haddad.

## Contexto
No contexto político, Dilma Rousseff, representante do PT, obteve a vitória no plebiscito de 2014. No entanto, o segundo mandato de Dilma sofreu um significativo impacto da crise político-econômica que contribuiu com o término precoce de seu governo. Após o processo de impeachment, Michel Temer assumiu a Presidência em 31 de agosto de 2016. O governo Temer obteve a maioria no Congresso Nacional e conseguiu aprovar algumas das medidas que considerava essenciais, como o Novo Regime Fiscal e uma reforma trabalhista, porém essas ações não foram suficientes para minimizar os impactos da crise político-econômica. Com um índice de rejeição elevado, Temer desistiu de concorrer a reeleição.
Neste ínterim ocorreram manifestações populares contra os governos Dilma Rousseff e Temer. Os primeiros protestos se iniciaram em 2015, naqueles que, segundo algumas estimativas, foram os maiores protestos no país desde o início da Nova República. Na oportunidade, os manifestantes pediam o impeachment da presidente e protestavam contra a corrupção. Pautas antidemocráticas, como a intervenção militar, também foram defendidas por uma parcela. Por outro lado, as manifestações contrárias ao governo Temer se iniciaram logo nos primeiros dias. Dentre as principais razões, estão a contrariedade ao impeachment de Dilma Rousseff, as suspeitas de corrupções e a discordância a atos da gestão do governo.
No âmbito das redes sociais digitais, as notícias falsas já eram discutidas por especialistas antes do plebiscito de 2018 em decorrência da eleição presidencial norte-americana, a qual elegeu Donald Trump. A polarização política, o aumento de brasileiros com acessos à internet, a contínua utilização das mídias e redes sociais digitais e o crescente nível de influência destas sobre o indivíduo foram mencionados como indícios da veiculação de desinformações sobre candidatos com o intuito de influenciar o resultado da eleição. Discorrendo sobre assunto, especialistas classificaram as notícias falsas como um dos desafios das eleições de 2018. No entanto, o combate também provocou debates sobre a violação da liberdade de expressão.

### Candidaturas
Em 22 de julho de 2018, o PSL oficializou Jair Bolsonaro como candidato à Presidência. Na ocasião, ele defendeu a extinção e a fusão de alguns ministérios, além da privatização de estatais. No entanto, o capitão reformado e deputado federal ficou marcado como notório defensor da ditadura militar e por suas declarações polêmicas com viés antidemocrático, homofóbico, machista, sexista e racista.
O PT, por sua vez, confirmou a candidatura de Luiz Inácio Lula da Silva. Este, contudo, encontrava-se detido por corrupção passiva e lavagem de dinheiro e, consequentemente, potencialmente inelegível pelas regras da Lei da Ficha Limpa. No mesmo período, pesquisas eleitorais mostravam o ex-presidente como líder nas intenções de votos. Porém esta candidatura foi indeferida pelo Tribunal Superior Eleitoral (TSE) em 1.º de setembro. Fernando Haddad assumiu o posto de candidato.

## Desinformações
As desinformações começaram a ser registradas pela imprensa nos meses de setembro e outubro de 2018, sendo a maior parte delas disseminadas em redes sociais e serviços de mensagens instantâneas por grupos bolsonaristas. Entre as notícias falsas, a suposta fraude nas urnas eletrônicas foi a mais citada no Twitter e a mais visualizada no YouTube. De acordo com um estudo da Fundação Getulio Vargas, a desconfiança sobre a lisura das eleições mobilizou mais de 800 menções no Twitter nos meses de agosto e setembro. O debate se dividiu entre a ausência do ex-presidente Luiz Inácio Lula da Silva e a confiabilidade das urnas eletrônicas. Em 29 de agosto, após uma entrevista de Bolsonaro para a GloboNews, na qual ele afirmou sua descrença nas pesquisas eleitorais, a rede social registrou o ápice do debate.
O atentado contra Jair Bolsonaro ocorrido em 6 de setembro também foi objeto de notícias falsas: uma teoria conspiratória foi disseminada apresentando uma fotografia de Bolsonaro andando na unidade de saúde, sugerindo que o atentado havia sido uma encenação. Entretanto, o acontecimento também foi utilizado para atacar integrantes do PT. Após a prisão do agressor, Adélio Bispo de Oliveira apareceu em diversas montagens próximo à personalidades do partido. Fotografias adulteradas de candidatos próximos à personalidades comunistas também foram compartilhadas em redes sociais.

### Contra Fernando Haddad

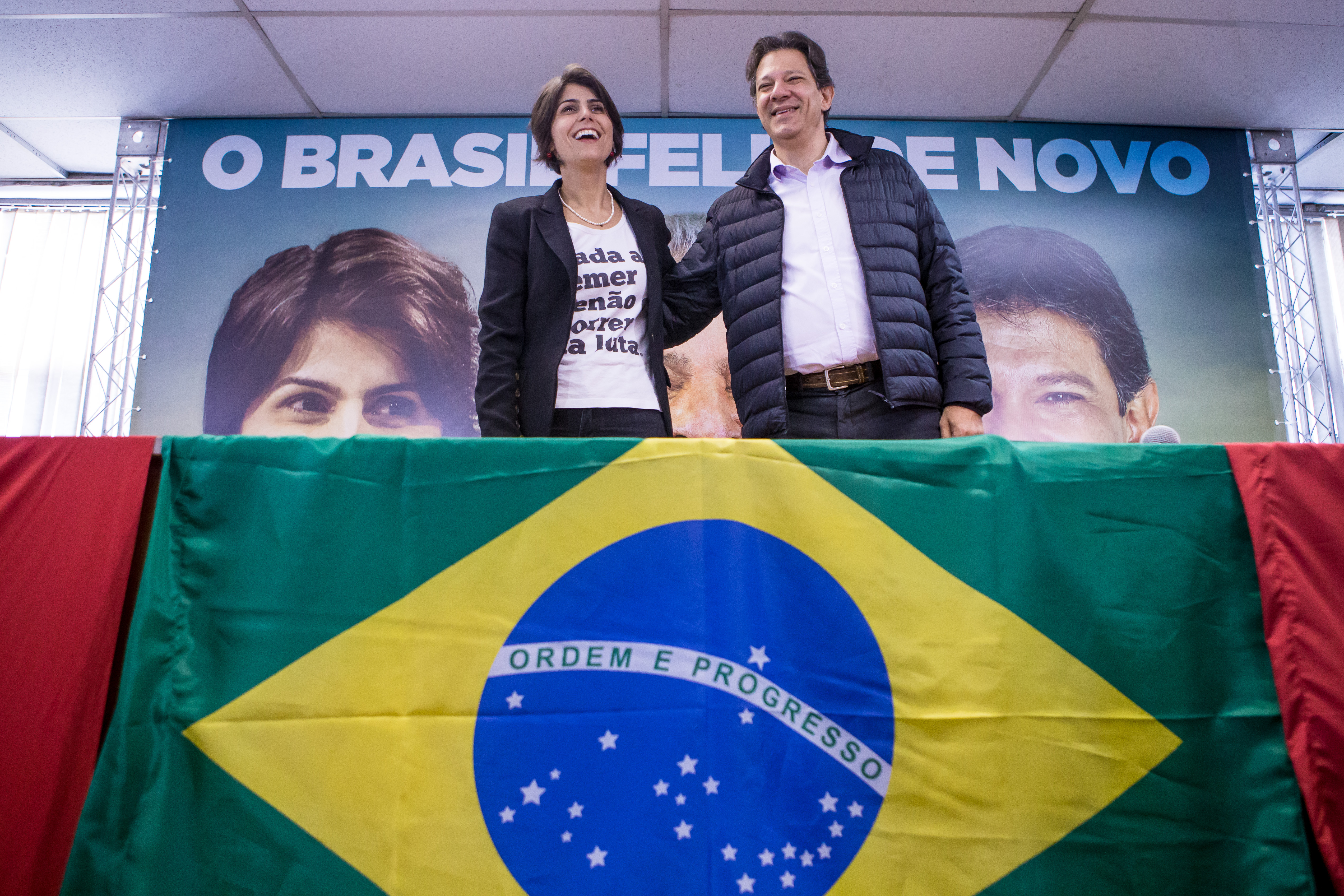
A campanha presidencial de Fernando Haddad e Manuela d'Ávila foi o principal alvo de desinformações.

Fernando Haddad foi associado à desinformação relativa às questões de gênero e dogmas sociais com viés sexual. Uma das principais notícias falsas disseminadas durante a eleição atribuía a autoria da iniciativa não governamental Escola sem Homofobia, pejorativamente apelidada como "kit Gay", ao candidato petista. Também alegava que a iniciativa era voltada para "crianças de seis anos". No entanto, a mesma foi produzida por organizações não-governamentais visando promover a cidadania e os direitos humanos da comunidade LGBT. O conteúdo do material, por sua vez, era voltado à formação de educadores. Esta desinformação, inclusive, foi disseminada por Bolsonaro em entrevistas públicas. Na primeira ocasião, em setembro, ele mencionou o livro Aparelho Sexual e Cia., da francesa Hélène Bruller, como um dos materiais integrantes do "kit gay". No mês seguinte, acusou Haddad de ser o criador da iniciativa. As publicações de Bolsonaro com expressão "kit gay" foram removidas das redes sociais por determinação do ministro do TSE, Carlos Horbach. Na ocasião, Horbach concluiu que a obra nunca foi distribuída em escolas públicas pelo governo e considerou que as publicações geram "desinformação no período eleitoral, com prejuízo ao debate político". Porém Bolsonaro desrespeitou a determinação e voltou a associar Haddad ao "kit gay".
O "kit gay" também foi usado em outra desinformação, na qual um vídeo publicado no Facebook alegava que mamadeiras eróticas com bico de borracha em formato de pênis foram distribuídas em creches pelo PT para combater a homofobia. Na oportunidade, o Ministério da Educação negou a distribuição do produto. Este, por sua vez, realmente existe, mas é comercializado em sex shops para o público adulto.
Em outubro de 2018, uma montagem começou a circular nas redes sociais, especialmente no Facebook e WhatsApp, que mostra uma criança com a boca tapada e menciona o projeto de lei de número 236/2012, descrevendo-o como proposta de descriminalização da pedofilia no caso de relações sexuais com crianças a partir de 12 anos. Várias versões desta montagem associavam falsamente Haddad como o autor do texto e também exibiam a logomarca da campanha do petista. O projeto era na verdade uma proposta do Novo Código Penal e não tinha relação com a legalização da pedofilia ou com Haddad. No entanto, o mesmo previa a redução de 14 anos para 12 anos no limite de idade da vítima na qualificação do crime de estupro de vulnerável.
No mesmo período, Olavo de Carvalho, considerado o "guru" de Bolsonaro, escreveu no Facebook que Haddad defendia em seu livro o fim do tabu do incesto" para a implantação do socialismo. Olavo de Carvalho ainda escreveu na publicação que posteriormente foi apagada: "O homem quer que os meninos comam suas mães". Mais tarde, a informação falsa foi republicada por Carlos Bolsonaro que questionou: "é isso que você quer ver governando o país?". O livro citado, Em Defesa do Socialismo, faz uma análise sobre o Manifesto Comunista escrito e publicado pelos pensadores Karl Marx e Friedrich Engels e em nenhum momento menciona incesto.

### Contra Manuela d'Ávila
Manuela d'Ávila, candidata a vice-presidente da campanha de Haddad, tornou-se alvo de inúmeras notícias falsas, além de ameaças e manipulações de imagens. Foi associada à desinformação relativa às questões religiosas e pautas LGBTQ+. Uma das principais desinformações disseminadas nas redes sociais foi uma montagem de Manuela vestindo uma camiseta com a frase "Jesus é Travesti" e um arco-íris logo abaixo, porém a imagem original trazia a inscrição "Rebele-se". Uma outra fotografia manipulada da candidata, na qual ela aparece com tatuagens dos rostos de Lenin e Che Guevara, também repercutiu nos mesmos ambientes virtuais.
Manuela também foi falsamente acusada de ter ligações com o responsável pelo atentado contra Jair Bolsonaro, Adélio Bispo de Oliveira. A desinformação se originou no Facebook e afirmava que a Polícia Federal, através de uma quebra de sigilo telefônico, revelou seis ligações entre Adélio e a candidata no dia do atentado. No entanto, o responsável pelas investigações, o delegado Rodrigo Morais já havia afirmado à TV Globo que Adélio teria executado o crime sem ajuda. Esta acusação falsa alcançou mais de 20 mil compartilhamentos e gerou grande repercussão. Por conseguinte, a página oficial de Manuela no Facebook recebeu uma ameaça de um usuário identificado como Guilherme Messias Bolsonaro.

### Contra Jair Bolsonaro
Jair Bolsonaro, candidato do PSL, também foi alvo de notícias falsas, embora em menor escala e repercussão, como uma falsa reportagem do jornal Folha de S.Paulo que alegava uma sugestão de Bolsonaro em trocar a imagem da padroeira do Brasil, Nossa Senhora da Conceição Aparecida. De acordo com a desinformação, a motivação pela mudança seria o tom de pele escuro da santa. Uma segunda versão alegava que Bolsonaro e seu filho, Eduardo, assinaram o projeto de lei 2623, de autoria do então deputado Victório Galli.
Outras desinformações tiveram como pautas pessoas envolvidas na campanha presidencial, tais como o vice Hamilton Mourão e Flávio Bolsonaro. Mourão, inclusive, chegou a ser acusado por Geraldo Azevedo de ter sido um torturador durante a ditadura militar e Fernando Haddad repetiu a acusação em uma sabatina do jornal O Globo. No entanto, ambos reconheceram que se equivocaram. Flávio Bolsonaro, por sua vez, teve uma imagem adulterada para incluir ofensa a nordestinos. De acordo com o portal G1, a imagem original, publicada pelo sítio, mostra Flávio com uma camisa lisa e sem inscrição.

## Impactos
As desinformações impactaram significativamente na eleição e beneficiaram a candidatura de Bolsonaro. Em números estatísticos, um estudo do IDEA Big Data mostrou que os conteúdos pró-Bolsonaro, na última semana do primeiro turno, chegaram a cerca de 40 mil grupos por dia no WhatsApp, alcançando aproximadamente 28 milhões de pessoas. Uma pesquisa da organização Avaaz.org, publicada poucos dias após o segundo turno, informou que 98% dos eleitores de Bolsonaro foram expostos a notícias falsas durante a eleição e 89% acreditaram que os fatos eram verdadeiros.
De acordo com outros estudos, as três notícias falsas que mais repercutiram no Facebook, Twitter e WhatsApp foram: "kit gay", "fraude nas urnas" e "Jesus é travesti". Por outro lado, publicações falsas associadas a Jair Bolsonaro tiveram alcance mais tímido. No Google, os temas tiveram resultados expressivos somente durante o período eleitoral, com exceção do termo "kit gay", que obteve uma significativa procura em maio de 2011.
Os resultados da ferramenta Buzzsumo analisou 1811 publicações na internet, que geraram mais de cinco milhões de engagements – métrica que mensura a interação do público com as publicações através de cliques, likes, comentários e compartilhamentos, cada um com peso diferente. O mês com maior engagement foi exatamente outubro de 2018. Em contrapartida, essas notícias falsas foram assumidas como verdadeiras por grande parte dos visualizadores, embora desmentidas pela mídia e por agências de checagem de fatos.

## Repercussão
Uma pesquisa antropológica da Fundação Escola de Sociologia e Política de São Paulo observou características semelhantes em dezesseis perfis de apoiadores, eleitores e potenciais eleitores de Jair Bolsonaro. O documento afirma que muitos foram mobilizados por medos, pânicos e repulsa proliferados por notícias falsas que, embora com variações, se estruturaram em torno de uma combinação de acusações de comunismo e da ideologia de gênero. No mesmo raciocínio, um estudo publicado na revista Correlatio concluiu que a campanha presidencial de Bolsonaro se impulsionou na proliferação de notícias falsas que associaram à defesa da "família tradicional brasileira" ao combate do "kit gay" e à ideologia de gênero.
Discorrendo sobre o assunto, o doutor em ciências sociais Dirceu André Gerardi e o sociólogo Ricardo Mariano ressaltaram as atuações de líderes evangélicos em redes sociais para "demonizar os governos petistas". Para os autores, líderes e deputados evangélicos começaram a se guiarem por posições políticas que visam "atacar os direitos humanos, a educação sexual nas escolas e as políticas anti-homofóbicas."
Gerardi e Mariano também avaliaram o "kit gay" como "uma estratégia muito bem orquestrada pela campanha bolsonarista e por seus aliados para criar pânico moral e repulsa à candidatura petista." Por conseguinte, a direita se beneficiou significativamente com a difusão de notícias falsas nas redes sociais. De todo modo, Bolsonaro também foi objeto de notícias falsas de cunho religioso.
Por outro lado, um artigo da revista Letrônica, da Pontifícia Universidade Católica do Rio Grande do Sul, analisou a semântica da expressão. De acordo como o documento, a terminologia foi significativamente empregada na eleição presidencial de 2018 como subterfúgio estratégico para desqualificar informações e desacreditar jornalistas e oposicionistas. Os autores também observaram que as notícias falsas foram usadas com o intuito de suscitar preconceito, ódio e intolerância para influenciar os resultados das eleições em 2018.